# Búlgaros

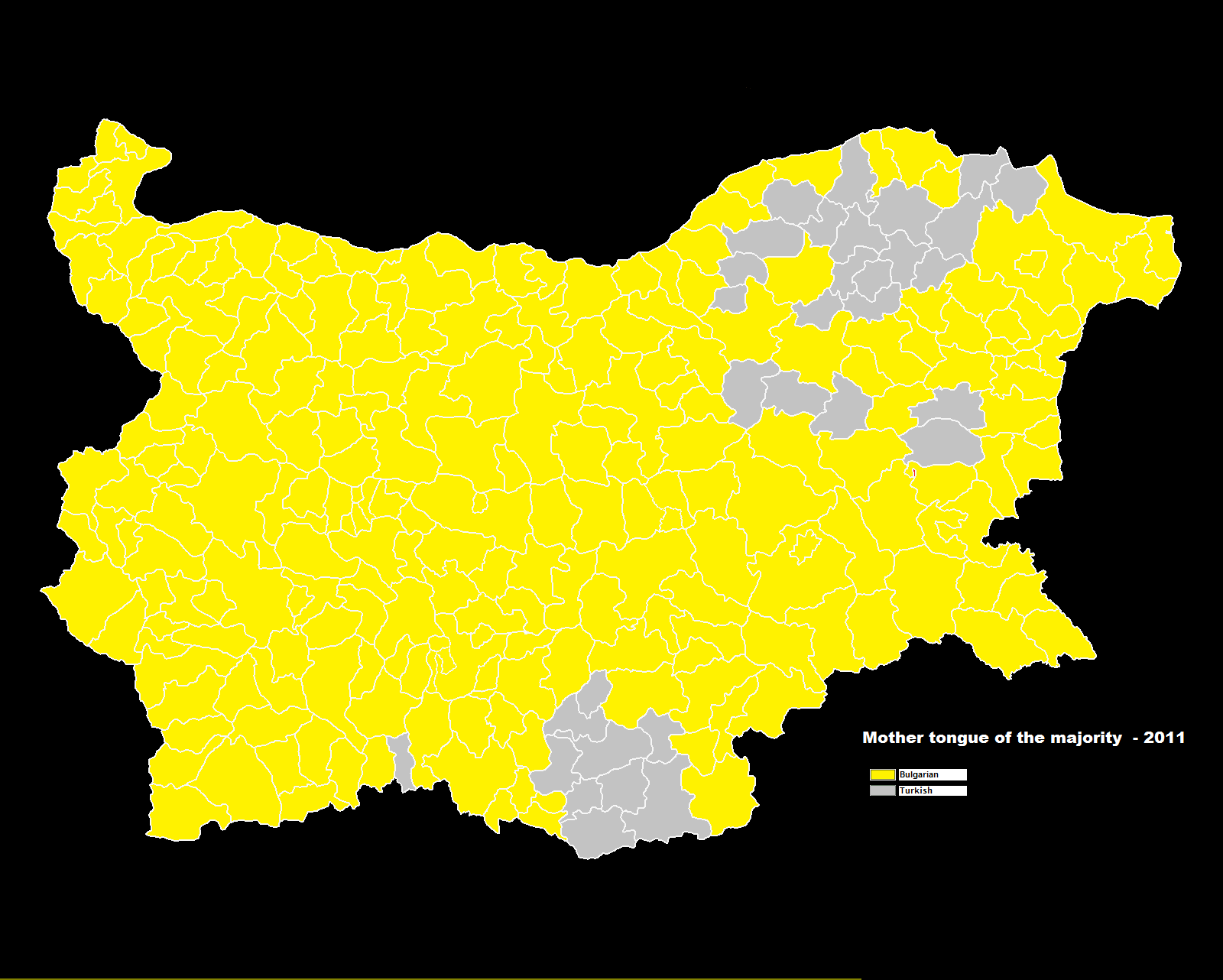
Distribuição étnica dos búlgaros na Bulgária

Os búlgaros (em búlgaro: българи; romaniz.: bǎlgari) são um grupo étnico eslavo, pertencente ao grupo dos eslavos do sul, geralmente associado com a República da Bulgária e a língua búlgara. Existem minorias búlgaras e comunidades imigrantes em diversos outros países também.

## Origens étnicas
Geograficamente, a Bulgária está situada na cabeça de ponte entre a Europa e a Ásia. Os dados do DNA búlgaro sugerem que uma expansão demográfica humana ocorreu em sequência no Oriente Médio, atravessou a Anatólia e se espalhou para o resto da Europa (Bulgária incluída). A taxa de tempo estimada desta expansão abrange aproximadamente os últimos 50 000 anos, correspondendo à chegada dos humanos anatomicamente modernos à Europa. Do ponto de vista histórico, os búlgaros são descendentes de três principais grupos étnicos que se misturaram nos Bálcãs entre os séculos VI e X: tribos locais, que incluíam os trácios; invasores eslavos, dos quais os búlgaros herdaram a língua; e os protobúlgaros falantes de línguas túrquicas, dos quais o gentílico e a mais antiga condição de estado foram herdados.
Na aparência física, a população búlgara é caracterizada pelas feições do tipo antropológico europeu meridional, com algumas influências adicionais. Geneticamente, os búlgaros são mais proximamente aparentados com as outras populações balcânicas (macedônios, gregos, romenos) que com as demais populações europeias. Por outro lado, eles são mais proximamente aparentados com algumas populações mediterrâneas e anatólias, como armênios, italianos, turcos, cretenses e sardos. Eles também são aparentados com bósnios e croatas. Do ponto de vista antropológico, os búlgaros são caracterizados por diferentes elementos étnicos que incluem uma estatura atlanto-mediterrânea de média para alta, cabelos parcialmente louros neo-danubianos, típico nariz arrebitado e uma aparência dinárica, com o resultado comum alpino, e turca asiática central braquicéfala ou tártara. O elemento básico é o atlanto-mediterrâneo, que provavelmente chegou antes do neolítico; o neo-danubiano foi provavelmente introduzido pelos eslavos e úgricas, embora alguns deles sejam mais antigos; o nórdico pode ter várias origens, incluindo a trácia; o dinárico é simplesmente o resultado da mescla com elementos locais na Macedônia do Norte; o turco é encontrado principalmente na Bulgária oriental, majoritariamente entre os habitantes das cidades e pastores, mas não entre agricultores. Destes elementos variados, os dois primeiros são os mais importantes.
A contribuição étnica das populações nativas dos trácios e dos daco-getas, que viviam no território da atual Bulgária e lá estabeleceram o Reino Odrísio foi por muito tempo debatida entre os cientistas no século XX. Alguns estudos genéticos recentes revelam que estes povos realmente tiveram uma contribuição significante nos genes da moderna população búlgara, que é comparável, ou um pouco menor, que a contribuição para outros grupos balcânicos (albaneses, gregos, romenos) e italianos. Isto também é evidente no tipo antropológico mediterrâneo oriental dos búlgaros modernos. As antigas línguas dos povos locais já tinham se tornado extintas antes da chegada dos eslavos, e as influências culturais destes povos foram altamente reduzidas devido às repetidas invasões bárbaras (godos, celtas, hunos e sármatas) nos Bálcãs durante o começo da Idade Média, acompanhadas pelas persistentes helenização, romanização e, por último, eslavização. Os celtas também se expandiram ao sul do Danúbio e de seus afluentes no século III a.C. Eles estabeleceram um estado em parte do território da moderna Bulgária, com a capital em Tílis, que eles governaram por um século.
Os eslavos emergiram de sua terra natal original (a opinião mais comum sugere que tenha sido na Europa oriental) no começo do século VI, e se espalharam pela maior parte da Europa central, Europa oriental e Bálcãs, formando três ramos principais: os eslavos ocidentais, os eslavos orientais e os eslavos do sul. Os eslavos do sul mais orientais se tornaram parte dos ancestrais dos búlgaros, que, no entanto, são claramente separados geneticamente do coeso grupo de DNA da maioria dos povos eslavos. Este fenômeno é explicado pela "contribuição genética dos povos que viveram na região antes da expansão eslava". A freqüência do haplogrupo R1a1 eslavo proposto alcança apenas 14,7% na Bulgária.
Os protobúlgaros eram um povo semi-nômade que, acredita-se, falavam uma língua turkomana, e que durante o século II migraram da Ásia Central para a estepe norte caucasiana. Entre 377 e 453, participaram das incursões hunas na Europa central e ocidental. Depois da morte de Átila em 453, e a subsequente desintegração do império huno, as tribos protobúlgaras se dispersaram principalmente para as partes oriental e sudeste da Europa. No final do século VII, algumas tribos protobúlgaras, umas comandadas por Asparuque e outras por Cuber, estabeleceram-se permanentemente nos Bálcãs, e formaram a classe dominante do Primeiro Império Búlgaro em 680-681. O patrimônio genético asiático fluiu para os búlgaros, provavelmente introduzido pelos protobúlgaros e outros povos das estepes que também contribuíram com as origens genéticas búlgaras, como cumanos, pechenegues e ávaros, como é indicado através da limitada presença de alguns alelos e haplótipos raros.
Por outro lado, os macedônios vizinhos são cultural, linguística e geneticamente muito próximos dos búlgaros, com suas línguas sendo mutuamente inteligíveis. Os macedônios étnicos eram identificados como "búlgaros" pela maioria dos etnógrafos até a metade do século XX. As razões para isto eram várias, particularmente então por causa do recente surgimento de uma consciência nacional macedônia e independência religiosa, assim como pelo fluido e intercambiável significado de "etnia" no século XIX. Uma proporção ínfima de cidadãos da Macedônia do Norte continua a se identificar como búlgaros étnicos, e compôs cerca de 0,5% da população no último censo. Recentemente, a Bulgária tem mantido uma política de tornar o processo o mais fácil possível para macedônios étnicos que reivindicam origem búlgara para obter cidadania. Durante os últimos anos, quando a Bulgária viu crescer a prosperidade econômica e a admissão à União Europeia, cerca de 60 000 cidadãos da Macedônia do Norte requereram a cidadania búlgara por este caminho.

## População

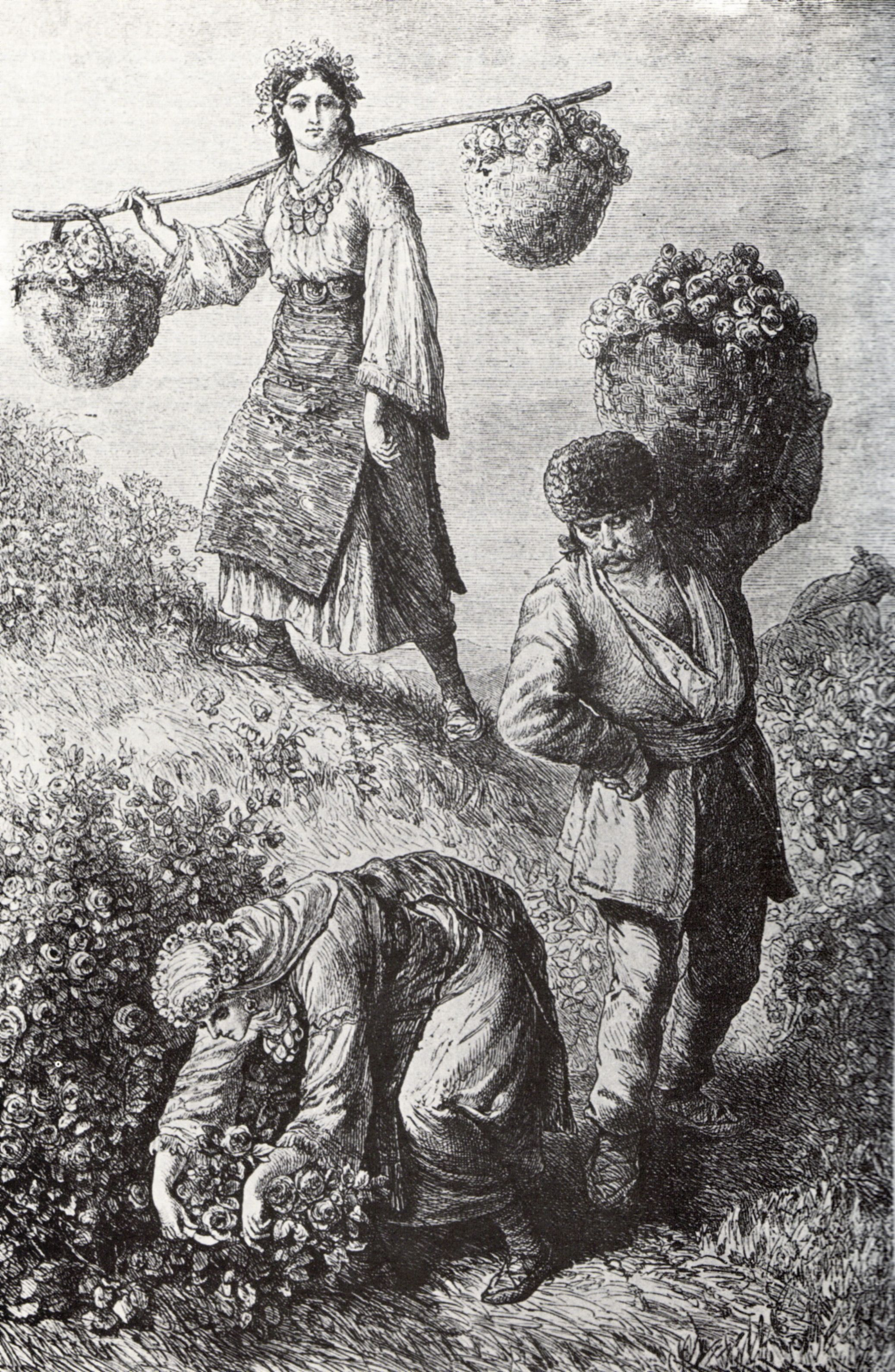
Colheita de rosas no Vale das Rosas, próximo à cidade de Kazanluk na Bulgária, década de 1870, pintura de Felix Kanitz

A maioria dos búlgaros vive na República da Bulgária. Há significantes minorias tradicionais búlgaras na Moldávia e na Ucrânia (búlgaros bessárabes), assim como pequenas comunidades na Romênia (búlgaros banatos), Sérvia (as Províncias Ocidentais), Grécia, Macedônia do Norte, Albânia e Hungria. Muitos búlgaros também vivem em diáspora, formada por representantes e descendentes das emigrações antiga (antes de 1989) e nova (depois de 1989). A emigração antiga foi feita por 160 000 emigrantes por motivos econômicos e por dezenas de milhares de emigrantes políticos, e foi dirigida em sua maior parte para Estados Unidos, Canadá, Argentina, Brasil e Alemanha. A emigração mais recente é estimada em 700 000 pessoas e pode ser dividida em duas: a emigração permanente no começo da década de 1990, direcionada principalmente para Estados Unidos, Canadá, Áustria e Alemanha e a emigração trabalhista do final da década de 1990, direcionada em sua maior parte para Grécia, Itália, Reino Unido e Espanha. As migrações para o Ocidente foram fortalecidas no final da década de 1990 e começo do século XXI, conforme as pessoas continuam a se deslocar para países como Estados Unidos, Canadá e Austrália. A maioria dos búlgaros que vivem nos Estados Unidos pode ser encontrada em Chicago, Illinois. Todavia, de acordo com o censo norte-americano de 2000, a maioria dos búlgaros vive nas cidades de Nova Iorque e Los Angeles, e o estado com mais búlgaros nos Estados Unidos é a Califórnia. As maiores populações urbanas de búlgaros estão em Sófia (1 236 000), Plovdiv (341 000) e Varna (335 000). O número total de búlgaros assim alcança entre 7 e 8 milhões, dependendo apenas das estimativas usadas para a diáspora.
No Brasil, as estimativas variam entre 35 e 62 000 pessoas de origem búlgara. A maior parte vive nos estados do Paraná, São Paulo e Santa Catarina.[carece de fontes?] A antiga presidente do Brasil Dilma Rousseff é filha de um búlgaro.

## Cultura

### Alfabeto cirílico

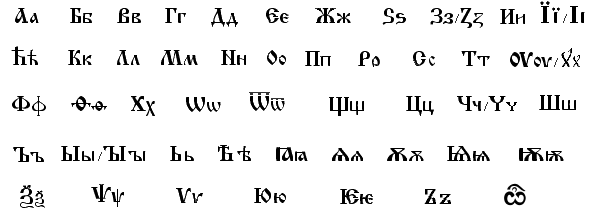
Versão mais antiga do alfabeto cirílico

A Bulgária medieval foi o mais importante centro cultural dos povos eslavos no final do século IX e por todo o X. As duas escolas literárias, a Escola Literária de Preslav e a de Ócrida, desenvolveram uma rica literatura e atividade cultural com autores do nível de Constantino de Preslav, João, o Exarca, Chernorizets Hrabar, Clemente de Ácrida e Naum de Ácrida. Na primeira metade do século X, o alfabeto cirílico foi inventado na Escola Literária de Preslav baseado nos alfabetos grego e glagolítico. Versões modernas deste alfabeto são agora usadas para escrever, além do búlgaro, mais cinco línguas eslavas: bielorrusso, macedônio, russo, sérvio e ucraniano, assim como o mongol e mais umas 60 línguas faladas no que foi outrora a União Soviética.
A Bulgária exerceu similar influência sobre os países vizinhos na metade do século XIV, na época da Escola Literária de Tarnovo, com trabalhos de patriarca Eutímio da Bulgária, Gregório Tsamblak e Constantino de Kostenets. A influência cultural búlgara foi especialmente forte na Valáquia e na Moldávia, onde o alfabeto cirílico foi usado até 1860, enquanto o eslavônico foi a língua oficial da chancelaria real e da igreja até o final do século XVII.

### Arte e ciência
Boris Christoff, Nicolai Ghiaurov, Raina Kabaivanska e Ghena Dimitrova fizeram preciosas contribuições para a ópera, com Ghiaurov e Christoff sendo dois dos maiores baixos do período pós-guerra. Os búlgaros também fizeram valiosas contribuições à cultura mundial nos tempos modernos. Julia Kristeva e Tzvetan Todorov estavam entre os mais influentes filósofos europeus da segunda metade do século XX. O artista Christo (com sua mulher Jeanne-Claude) está entre os mais famosos representantes da arte ambiental.
Os búlgaros da diáspora também têm sido ativos. Cientistas e inventores americanos de descendência búlgara incluem John Atanasoff, Peter Petroff, e Assen Jordanoff. A búlgara-americana Stephane Groueff escreveu o celebrado livro Projeto Manhattan, sobre a construção da primeira bomba atômica, assim como Crown of Thorns ("Coroa de Espinhos"), uma biografia do czar Bóris III da Bulgária.

### Esporte
No começo do século XX, a Bulgária foi famosa por dois dos melhores lutadores do mundo - Dan Kolov e Nikola Petroff. A saltadora em altura Stefka Kostadinova foi uma das dez melhores atletas do século XX e mantém um dos mais antigos recordes mundiais do atletismo (2,09 m, em Roma, no Campeonato Mundial de Atletismo de 1987). Hristo Stoichkov foi um dos melhores jogadores de futebol da segunda metade do século XX, tendo jogado pela seleção nacional e pelo FC Barcelona. Ele recebeu vários prêmios e foi um dos artilheiros da Copa do Mundo de Futebol de 1994, realizada nos Estados Unidos.

### Língua

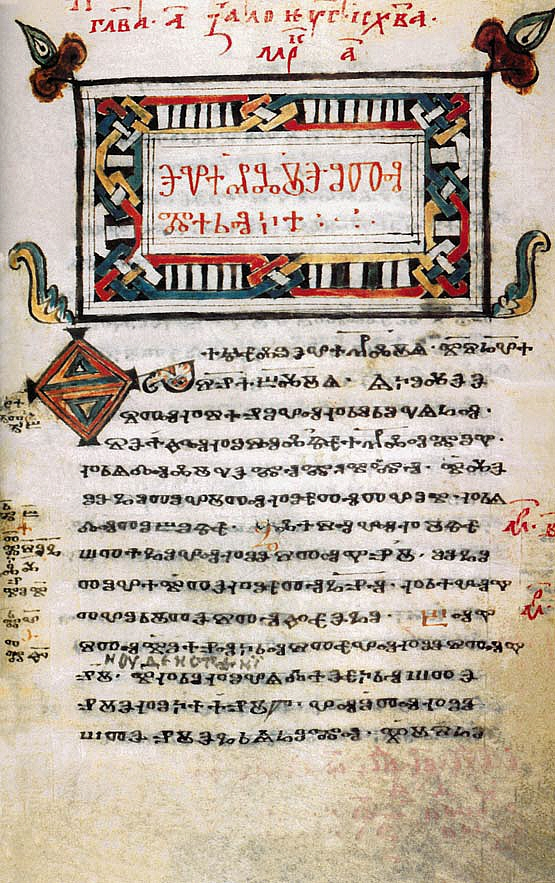
Uma página do Códex Zografense (séculos X-XI), encontrado no Mosteiro de Zografo em Monte Atos, Grécia

Os búlgaros falam uma língua eslava do sul, o búlgaro, que é de certa forma similar ao serbo-croata e é com frequência (principalmente palavras, não sentenças) mutuamente inteligível com ela. A língua búlgara é também, a um certo nível, inteligível com o russo por causa da influência que a Rússia teve sobre o desenvolvimento da Bulgária a partir de 1878, assim como o efeito anterior do búlgaro antigo no desenvolvimento do russo antigo. Embora relacionados, o búlgaro e as línguas eslavas ocidentais e orientais não são mutuamente inteligíveis.
O búlgaro demonstra vários desenvolvimentos linguísticos que o colocam à parte das outras línguas eslavas. Estes desenvolvimentos são compartilhados com o romeno, com o albanês e com o grego. Até 1878, o búlgaro foi influenciado de forma lexicográfica pelo grego medieval e pelo grego moderno, e numa extensão bem menor, pelo turco. Mais recentemente, a língua tomou emprestadas muitas palavras do russo, alemão, francês e inglês.
Alguns membros da diáspora não falam búlgaro (principalmente representantes da emigração antiga nos Estados Unidos, Canadá e Argentina), mas ainda são considerados búlgaros por origem étnica ou descendência.
A maioria dos linguistas búlgaros, assim como os do resto do mundo, consideram a língua macedônia, oficializada em 1944, uma variação local do búlgaro, apesar do consenso linguístico sugerir que uma língua é uma língua se seus falantes a definem como tal.
A língua búlgara é escrita no alfabeto cirílico.

### Nomes búlgaros
Há várias formas diferentes de nomes búlgaros. A grande maioria deles têm nomes cristãos (nomes como Lazar, Ivan, Anna, Maria, Ekaterina) ou de origem eslava (Vladimir, Esvetoslau, Velislava). Após a libertação em 1878, os nomes de protobúlgaros históricos como Asparuque, Crum, Cubrato e Tervel foram ressuscitados. O antigo nome búlgaro Boris se espalhou a partir da Bulgária para vários países, como o czar russo Boris Godunov e o tenista alemão Boris Becker sendo dois exemplos de seu uso.
A maioria dos sobrenomes búlgaros masculinos tem um  sufixo -ov (cirílico: -ов). Este é às vezes transcrito como -off (John Atanasov — John Atanasoff), mas é mais frequente como -ov, tal como Boris Hristov. O sufixo -ov é o sufixo eslavo de concordância de gênero. Assim, Ivanov (búlgaro: Иванов) realmente significa "de Ivan".
Os nomes do meio búlgaros também usam o sufixo de concordância de gênero. Dessa forma, o nome do meio do filho de Nikola será Nikolov, e o nome do meio do filho de Ivan será Ivanov. Como os nomes búlgaros são baseados no gênero, as mulheres búlgaras tem como sufixo de sobrenome -ova (cirílico: -овa), tal como Maria Ivanova. A forma plural das terminações dos nomes búlgaros é -ovi (cirílico: -ови). Por exemplo, a família Ivanovi (Иванови).
Outros sobrenomes búlgaros comuns têm o sufixo -ev (cirílico: -ев), tal como Stoev, Ganchev, Peev e outros. O sobrenome feminino neste caso tem o sufixo -eva (cirílico: -ева), como, por exemplo, Galina Stoeva. O último nome de toda a família teria então a forma plural -evi (cirílico: -еви), como por exemplo, a família Stoevi (Стоеви).
Outro sufixo de sobrenome búlgaro típico, embora muito menos comum, é -ski (cirílico: ски). Esta terminação de sobrenome também recebe um -a quando o portador do nome é feminino (Smirnenski se torna Smirnenska). A forma plural deste sufixo é também -ski, como em família Smirnenski (Смирненски).
O sufixo -ich pode ser encontrado às vezes, principalmente entre católicos búlgaros. Ele não recebe um -a adicional para a forma feminina. A terminação -in (feminino -ina) também aparece às vezes, apesar de ser raro. Ele é usado para crianças nascidas de mulheres não casadas (por exemplo, o filho de Kuna receberá o sobrenome Kunin, e o filho de Gana, Ganin).

### Religião

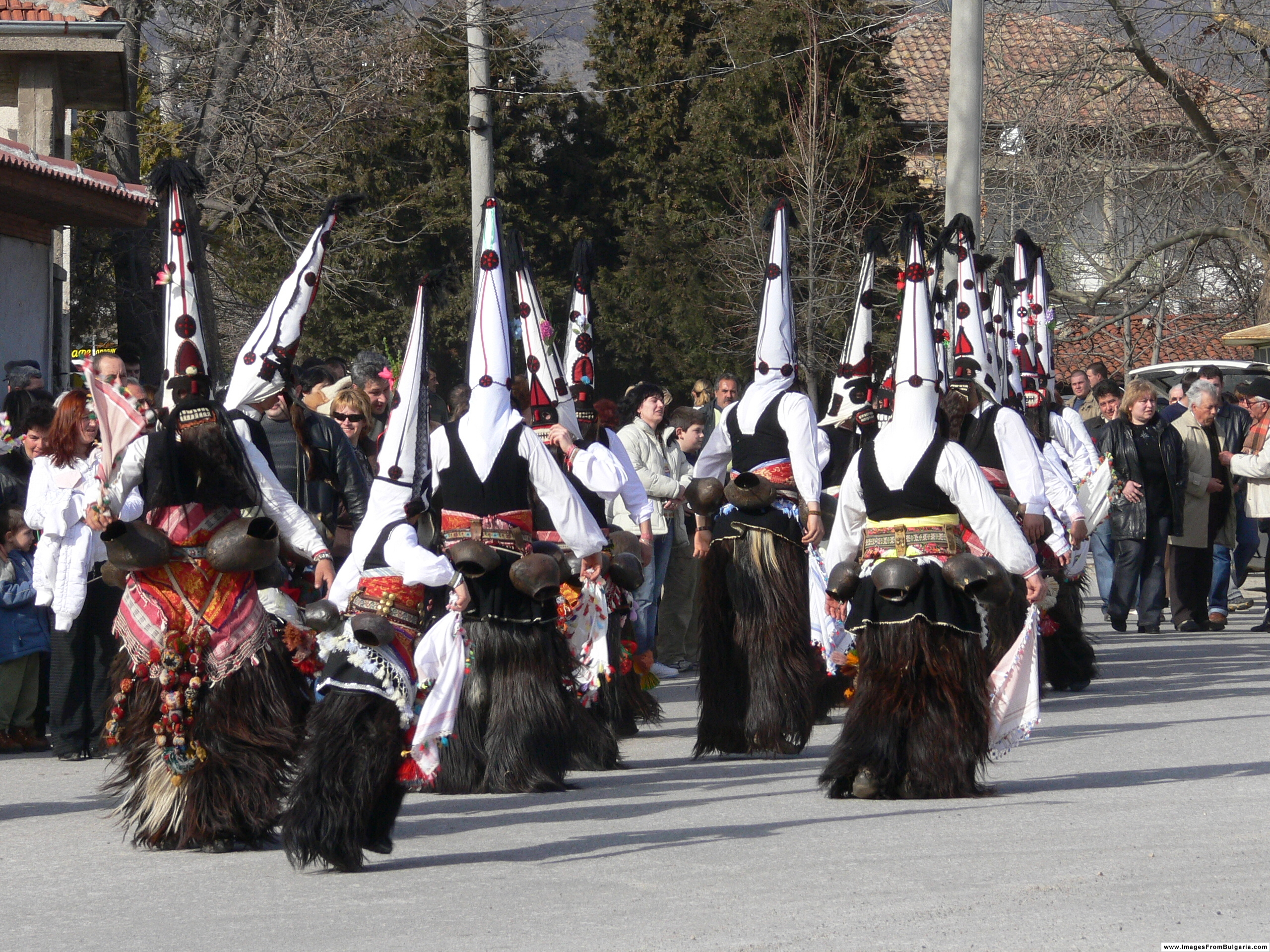
Mascarados kukeri numa vila próximo a Karlovo.

A maioria dos búlgaros é pelo menos nominalmente membro da Igreja Ortodoxa Búlgara, fundada em 870 (autocéfala desde 927). A Igreja Ortodoxa Búlgara é a igreja nacional independente da Bulgária, da mesma forma que as outras igrejas nacionais da ortodoxia oriental e é considerada um elemento inseparável da consciência nacional búlgara. A igreja foi abolida duas vezes durante os períodos de dominação bizantina (1018-1085) e otomana (1396-1878), mas foi restaurada todas as vezes como um símbolo de posição de estado búlgaro. Em 2001, a Igreja Ortodoxa Búlgara tinha um total de 6 552 000 membros na Bulgária (82,6% da população) e entre um e dois milhões de membros na diáspora. O problema com a fidelidade das minorias ortodoxas búlgaras na Sérvia, Romênia, Moldávia e Ucrânia ainda não foi resolvido e os búlgaros nestes países ainda mantêm fidelidade às respectivas igrejas nacionais de cada um deles.
Apesar da posição da Igreja Ortodoxa Búlgara como um símbolo unificador de todos os búlgaros, pequenos ou grandes grupos se converteram a outras fés ou denominações através dos tempos. Nos séculos XVI e XVII, missionários católicos romanos converteram os paulicianos búlgaros nos distritos de Plovdiv e Svishtov ao catolicismo romano. Atualmente, há cerca de 40 000 católicos búlgaros na Bulgária e mais 10 000 no Banato, na Romênia. Os católicos búlgaros do Banato são também descendentes dos paulicianos que fugiram para o Banato no final do século XVII, após uma revolta mal sucedida contra os otomanos.
O protestantismo foi introduzido na Bulgária por missionários dos Estados Unidos em 1857. O trabalho missionário continuou por toda a segunda metade do século XIX e na primeira metade do século XX. Em 2001, havia cerca de 25 000 protestantes búlgaros na Bulgária.
Entre os séculos XV e XX, durante o domínio otomano, um grande número de ortodoxos búlgaros se converteu ao islã. Seus descendentes agora formam a segunda maior congregação religiosa na Bulgária. Em 2001, havia 131 000 búlgaros muçulmanos ou pomacos na Bulgária, na região das montanhas Ródope, assim como em algumas vilas na região de Teteven, na Bulgária norte-central. Suas origens são obscuras, mas acredita-se geralmente que eles sejam búlgaros que se converteram ao islã durante o período de domínio otomano nos Bálcãs.

### Símbolos

Bandeira da Bulgária

Os símbolos nacionais dos búlgaros são a bandeira da Bulgária e o brasão de armas da Bulgária. A bandeira nacional da Bulgária é um retângulo com três cores: branco, verde e vermelho, posicionadas horizontalmente de cima para baixo. As três faixas são da mesma forma e mesmo tamanho.
O brasão de armas da Bulgária é um símbolo de soberania e independência do povo e do estado búlgaros. Ele representa um leão dourado exuberante coroado num fundo vermelho escuro com a forma de um escudo. Sobre o escudo, há uma coroa modelada segundo as coroas dos imperadores do Segundo Império Búlgaro, com cinco cruzes e uma cruz adicional no topo. Dois leões rampantes dourados seguram o escudo de ambos os lados, encarando-o. Eles estão de pé sobre dois ramos de carvalho com bolotas cruzados, o que simboliza o poder e a longevidade do estado búlgaro. Sob o escudo, há uma faixa com as três cores nacionais. A faixa é posicionada nas pontas dos ramos e a frase "Съединението прави силата" ("A Unidade Faz a Força") está escrita nela.
Tanto a bandeira quanto o brasão de armas são também usados como símbolos de vários partidos políticos, organizações e instituições búlgaros.

## Búlgaros: rostos através da história

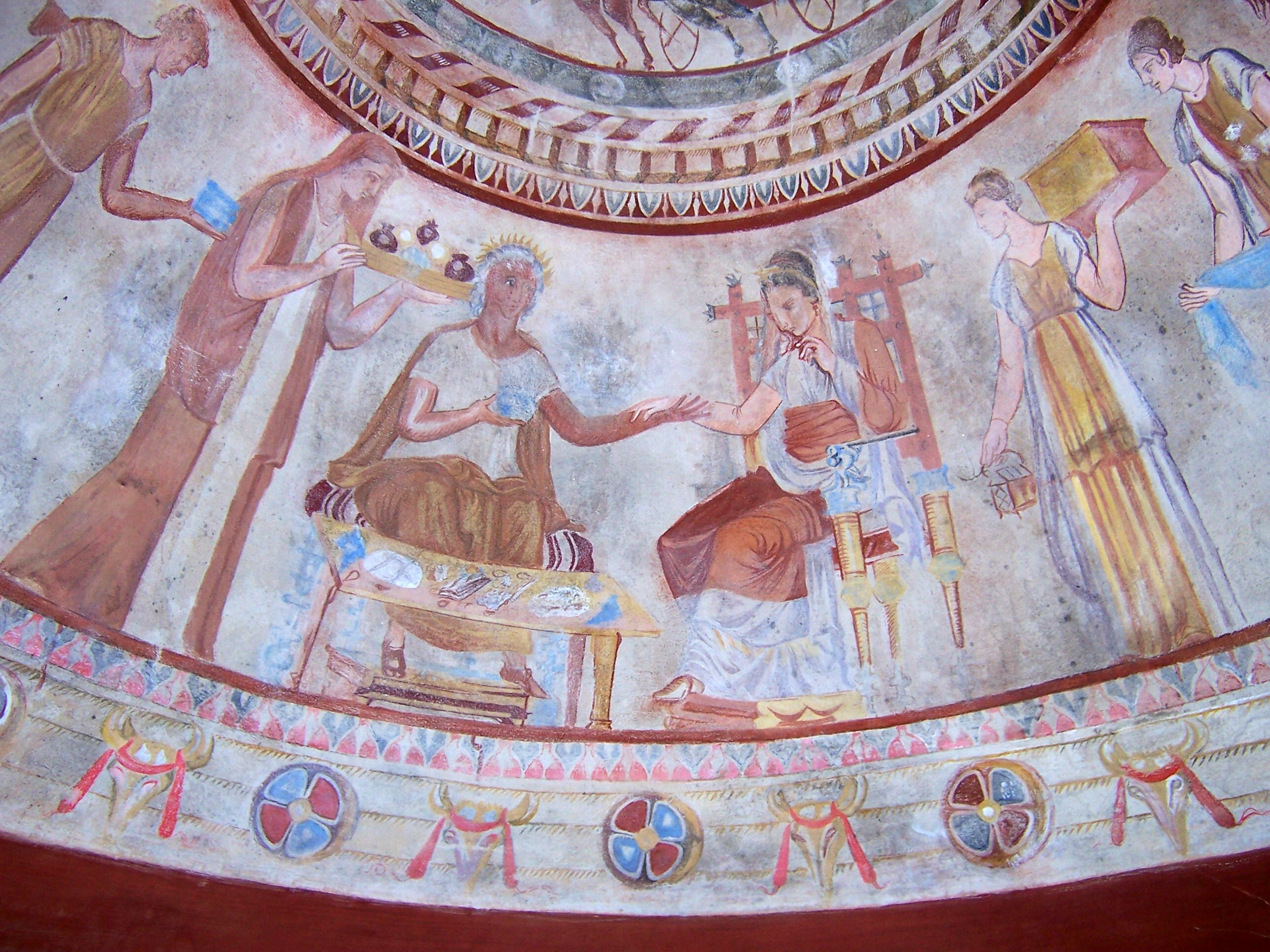
Trácios, afresco de uma tumba trácia próximo a Kazanluk, século IV a.C.
Protobúlgaros massacram bizantinos, do "Menológio de Basílio II"
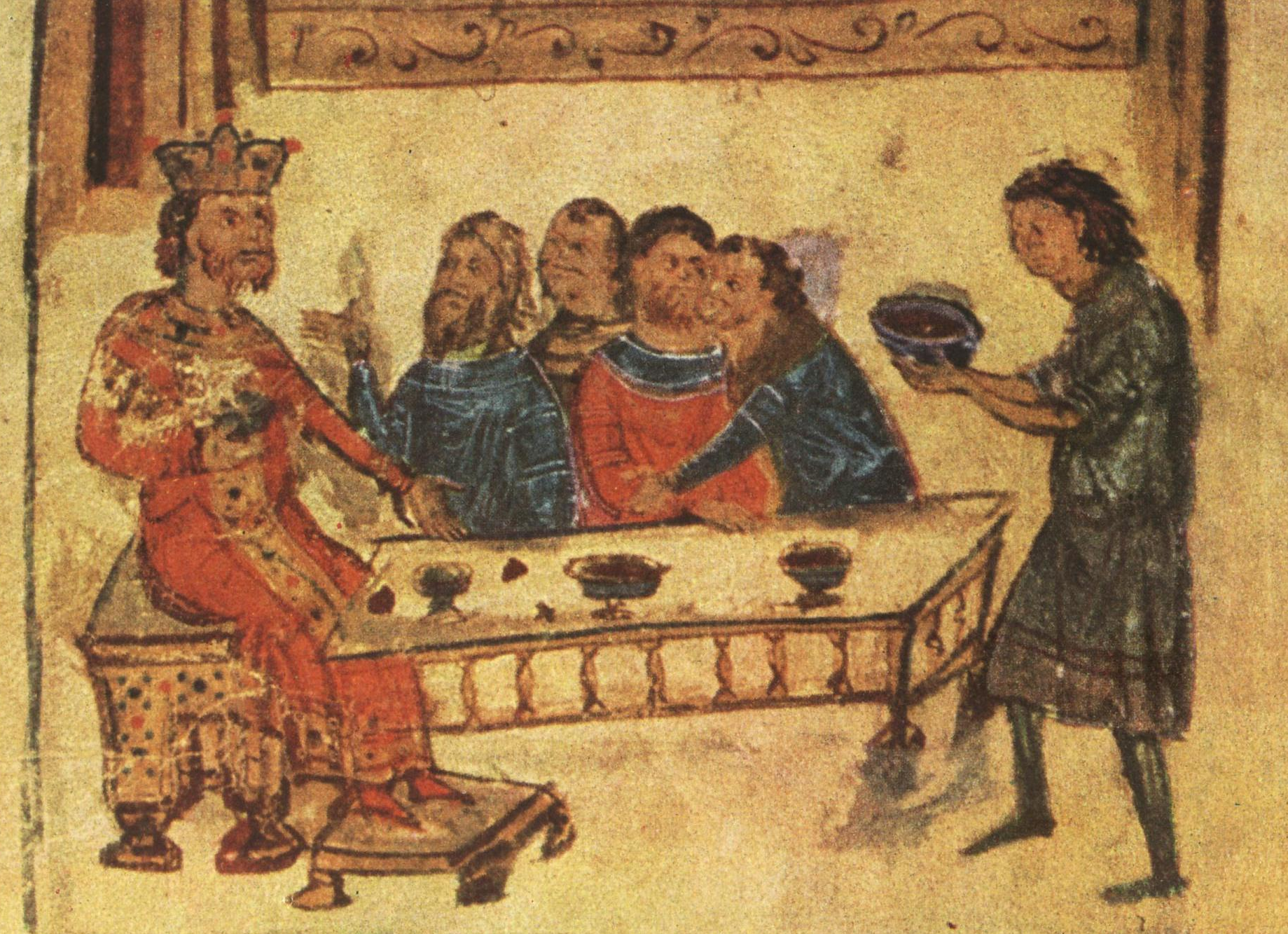
Cã Crum (803-814), comandou campanhas triunfantes contra o Grão-Canato Avar e o Império Bizantino
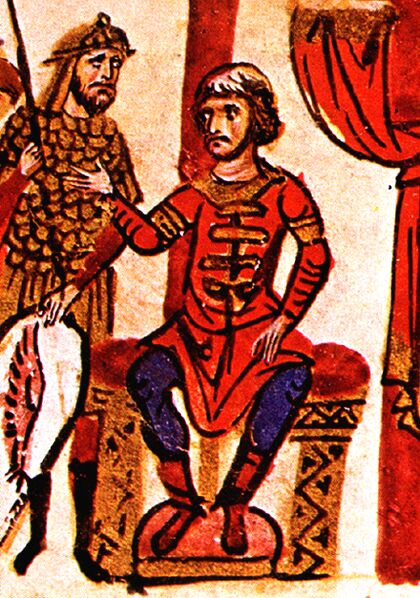
Cã Omurtague (815-831), guerreiro e construtor
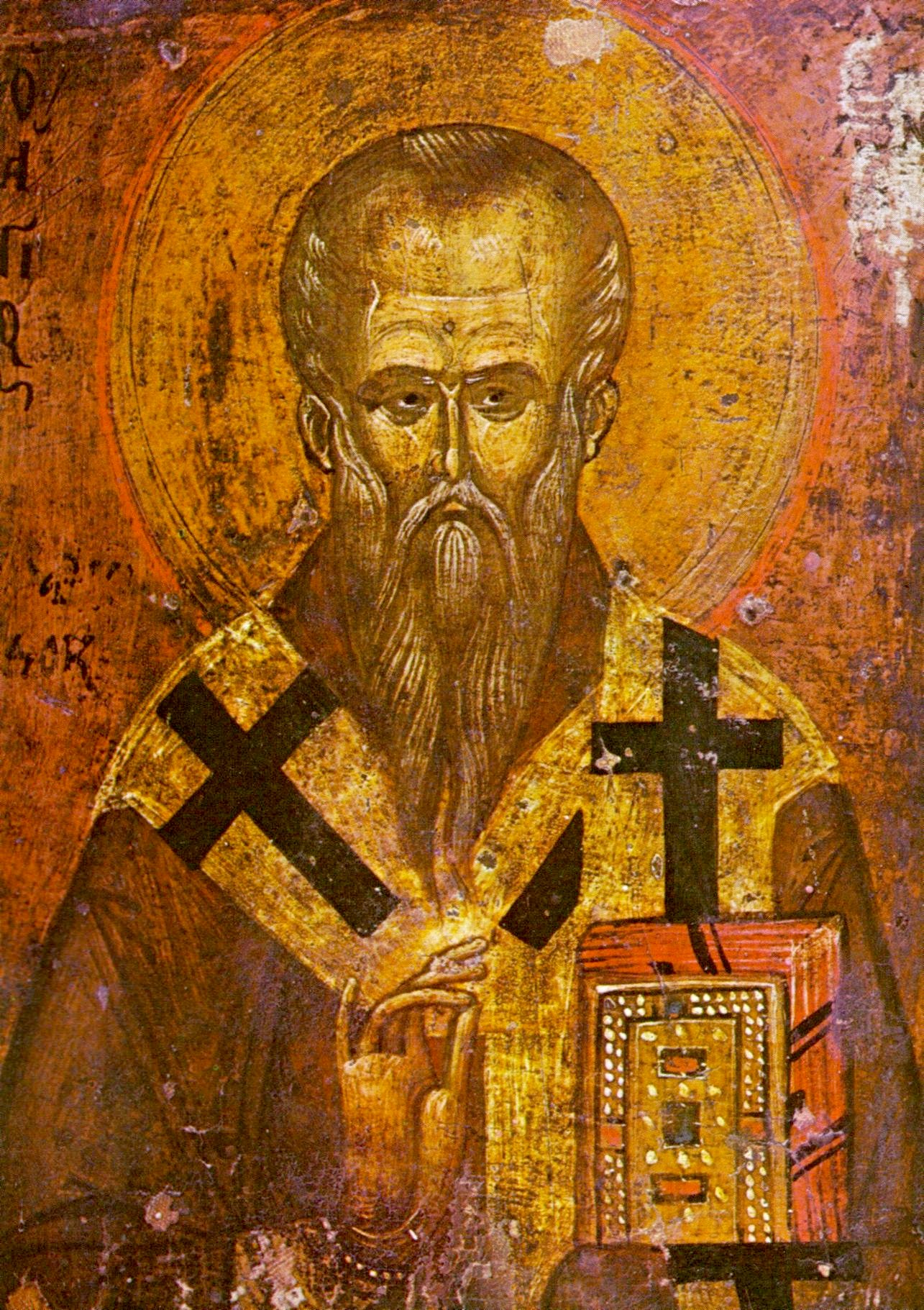
Imagem de São Clemente de Ócrida (ca. 840–916), o primeiro bispo de língua búlgara
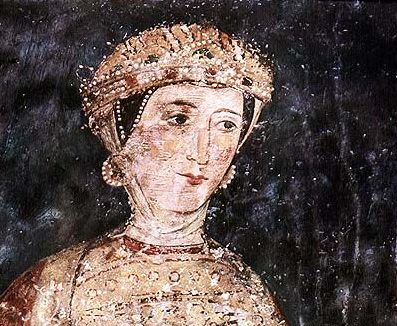
A afresco da Igreja de Boiana, próxima a Sófia, mostrando Desislava, uma benfeitora da igreja (1259)
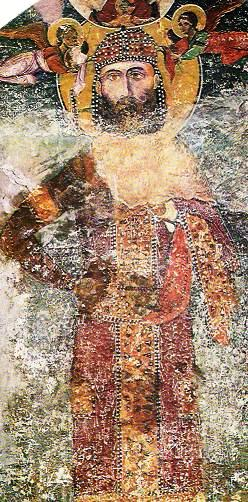
Afresco do czar João Alexandre (1331-1371) do Monastério de Bachkovo
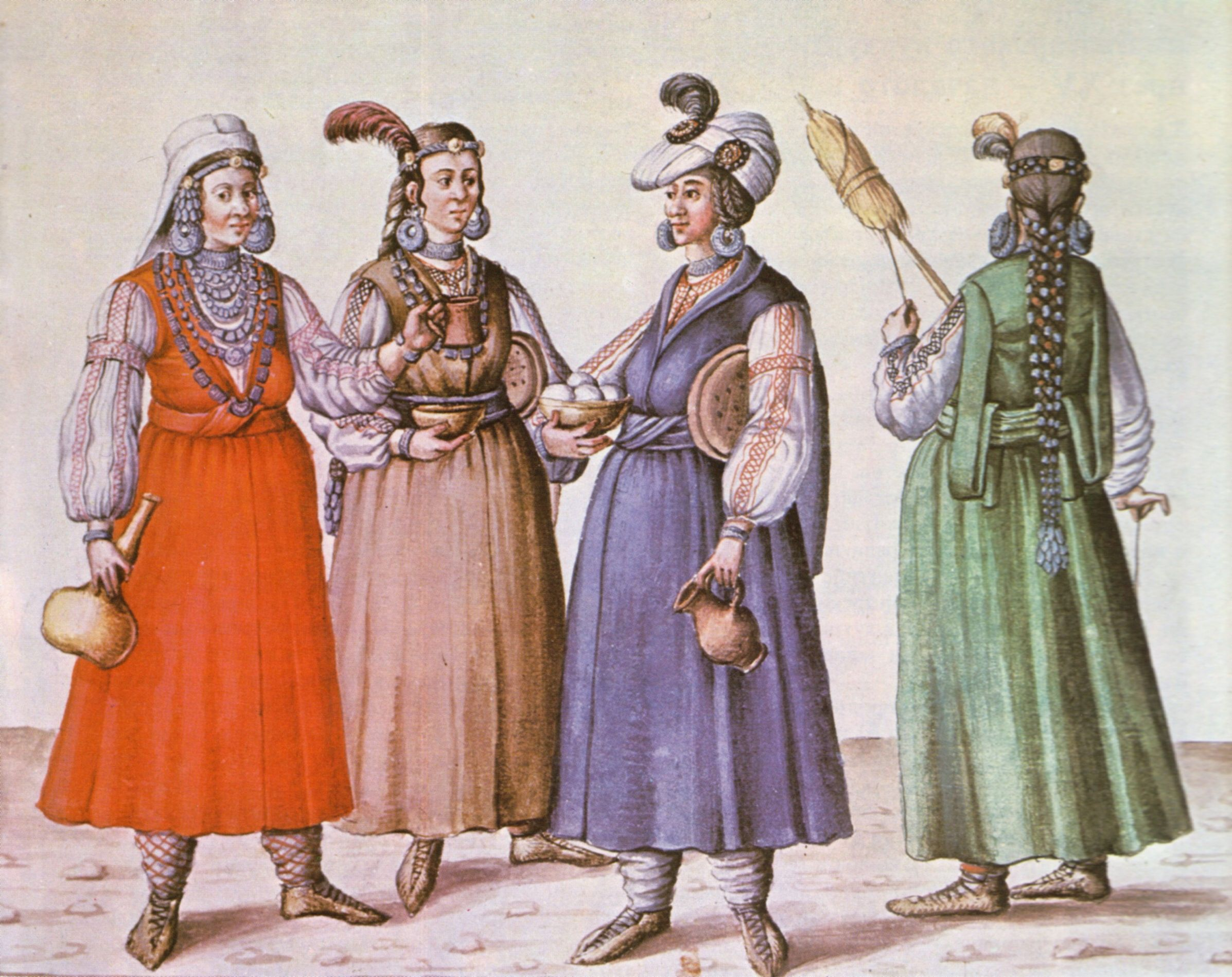
Mulheres búlgaras do período de domínio do Império Otomano (século XVI)
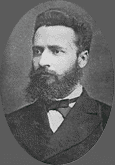
Hristo Botev (1848–1876), poeta e revolucionário búlgaro
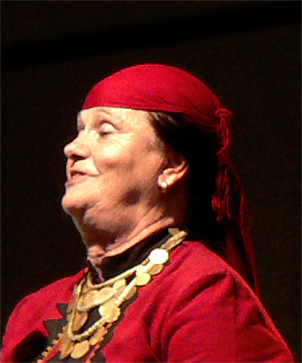
Valya Balkanska, cantora de música tradicional búlgara
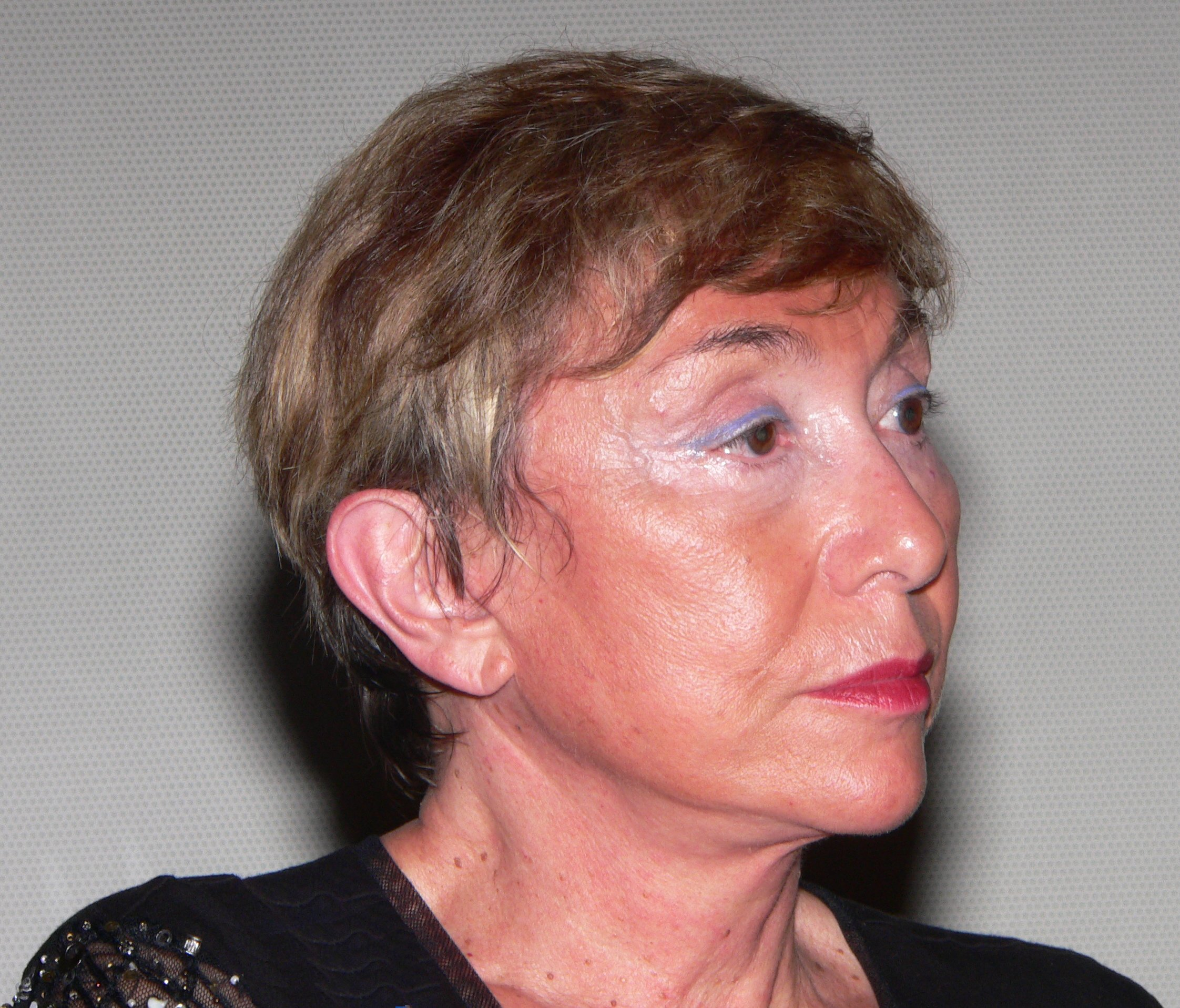
Julia Kristeva, crítica literária, novelista, psicanalista, filósofa e feminista
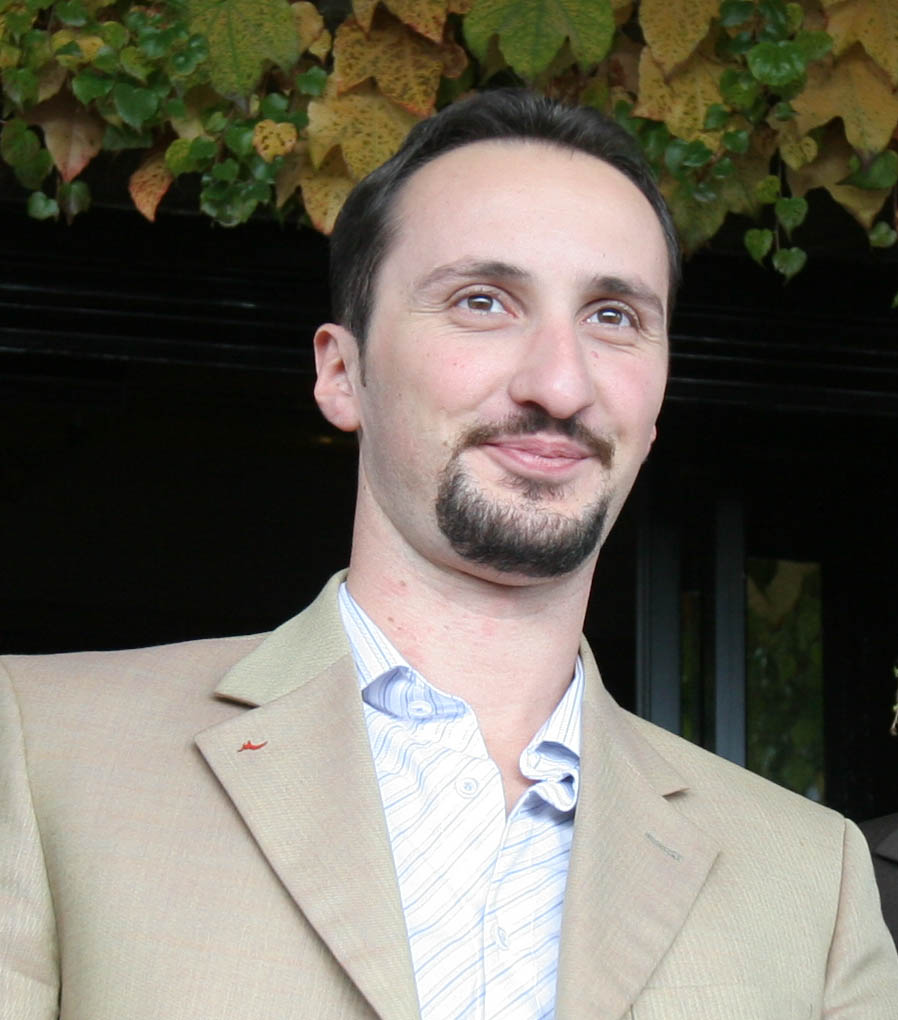
Veselin Topalov, ex-campeão mundial de xadrez

## Dados populacionais
- ¹ Esta população total estimada inclui apenas búlgaros étnicos nascidos na Bulgária e seus descendentes no exterior.
- ² Resultados de acordo com o último recenseamento disponível no país em questão: Bulgária (Census 2001), Canadá (2001), Cazaquistão 1999, Russia (2002), Sérvia e Montenegro(2002), Ucrânia (2001), Estados Unidos (2002), Eslovênia «(2002)»

- ³ Número oficial de cidadãos da República da Bulgária: Áustria[ligação inativa], Alemanha, Grécia, Itália, Espanha. Os números não incluem falantes de búlgaro sem cidadania búlgara, exceto na Espanha.
- 4 Estimativas da Agência para Búlgaros no Exterior para o número de búlgaros étnicos vivendo no país em questão baseado nos dados da Polícia Búlgara de Fronteira, do Ministério Búlgaro do Trabalho e em relatórios de associações de imigrantes. Os números incluem imigrantes legais, imigrantes ilegais, estudantes e outros indivíduos residindo permanentemente no país em questão como em 2004.
- 5 Embaixada búlgara, estatísticas para Dublin
- 6 Governo da República Tcheca: Relatório sobre a Situação de Minorias Nacionais na República Tcheca em 2001.